# Bánh cáy

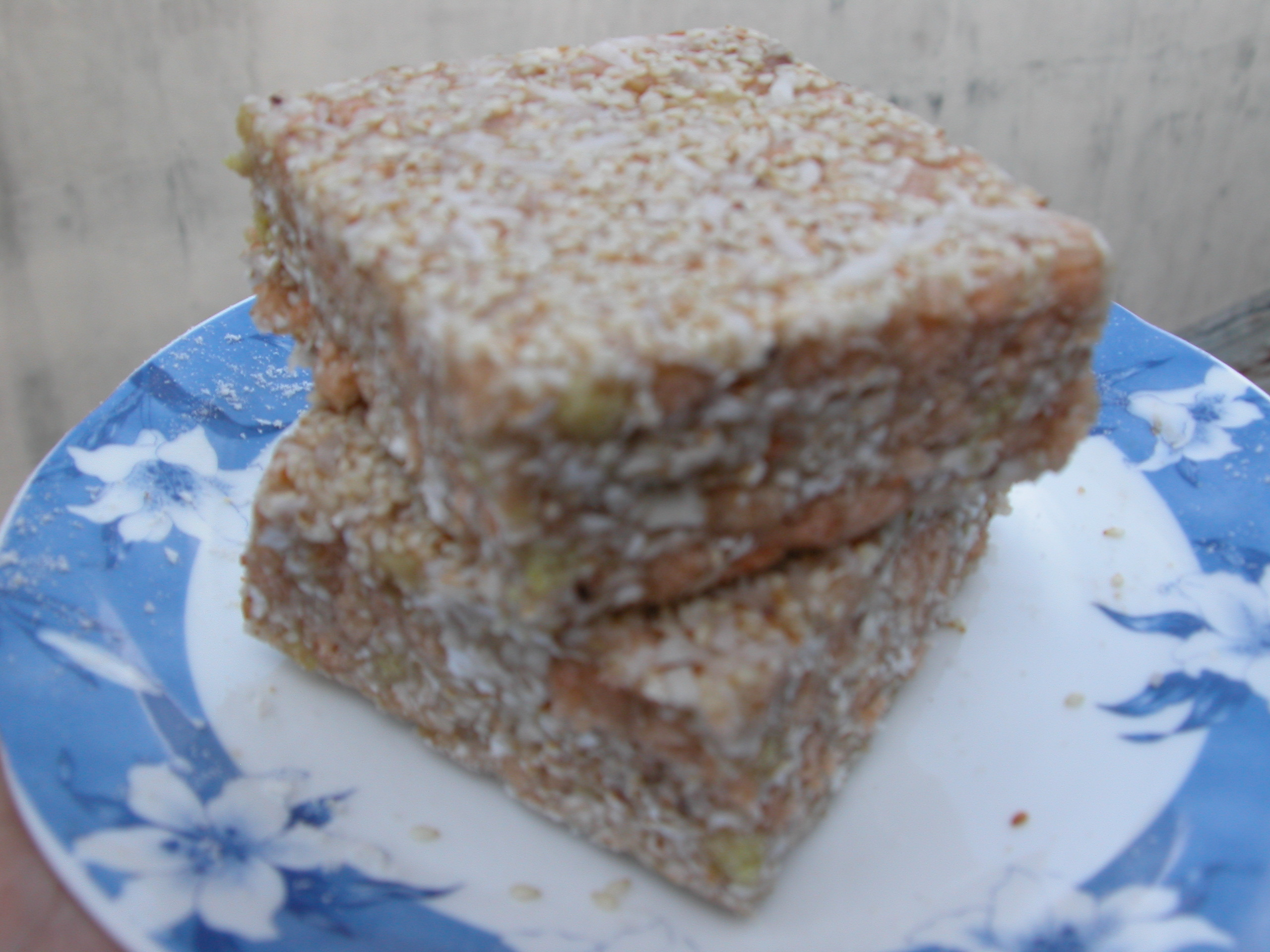

Bánh cáy là đặc sản của làng Nguyễn, huyện Đông Hưng, tỉnh Thái Bình
Bánh cáy có nhiều màu sắc. Người ta chọn loại nếp ngon (nếp cái hoa vàng). Người ta đem trộn gạo nếp đã ngâm cùng gấc để tạo màu đỏ và với quả dành dành để tạo màu vàng. Sau khi đồ xôi đem cả nồi giã thành bột dẻo như bột bánh dày, cho ra khay đợi đến khi bột khô thái thành con cáy trong bánh cáy. Cả nồi mạch nha được nhào trộn với những nguyên vật liệu trên cùng những hạt bỏng trắng tinh, đun vừa lửa đến độ dẻo cần thiết, bánh mềm, đem lèn chặt trong những chiếc khuôn bằng gỗ hình chữ nhật được lót thêm vừng, lạc, mứt bí. Khi bánh nguội, dóc khuôn lấy ra cắt thành những thanh nhỏ, đóng hộp. Trên ban thờ ngày xuân, những hộp bánh cáy được xếp bên những bánh chưng, bánh dày, mâm ngũ quả...